# Schalkham
Schalkham település Németországban, azon belül Bajorországban. Lakosainak száma 915 fő (2023. december 31.). Schalkham Gangkofen, Bodenkirchen, Vilsbiburg, Gerzen és Aham községekkel határos.

## Népesség
A település népessége az elmúlt években az alábbi módon változott:
| Lakosok száma | 763  | 1363 | 852  | 888  | 871  | 870  | 878  | 906  | 924  | 915  |
|               | 1875 | 1950 | 1975 | 1987 | 2012 | 2014 | 2016 | 2017 | 2021 | 2023 |